# Solina String Ensemble

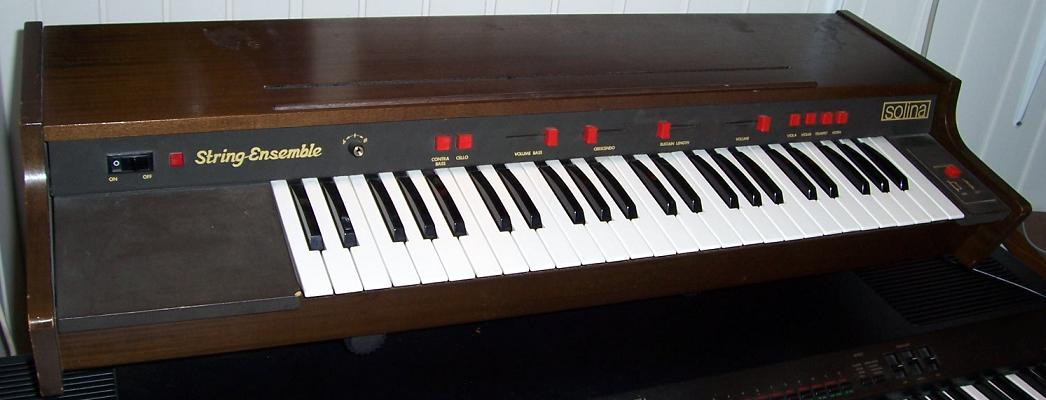
ARP Solina String Ensemble

Das ARP Solina String Ensemble ist ein Streicherkeyboard, das 1974 vorgestellt wurde. Es konnte erstmals polyphone Streicherklänge erzeugen. 

## Technik
Streng genommen ist das Solina String Ensemble kein Synthesizer. Der elektronische Aufbau des Instruments ist eher eine Hybride aus elektronischer Orgel und Synthesizer. Eine durch eine Frequenzteilerschaltung gewonnene sägezahnartige Schwingung wird durch drei parallel geschaltete analoge Delays geschickt, die durch zwei LFOs moduliert werden. 
Das Gemisch dieser drei Vibratos führt zu einem satten Klang mit hohem Wiedererkennungswert. Die per Frequenzteilerschaltung phasenstarr gekoppelten Tonsignale der einzelnen Tasten in Verbindung mit dem Choruseffekt ergeben bei Akkordspiel eine hochkomplexe und immer synchrone Klangmodulation. In tiefen Lagen kräftig raspelnd, in hohen Lagen seidig schwebend, wurde dieser spezielle Choruseffekt von vielen anderen Instrumentenherstellern kopiert und variiert. Er kam in diversen Streicherkeyboards (Stringmachines) aber vor allem in elektronischen Orgeln zum Einsatz.

## Geschichte
Das Solina String Ensemble war ein eigenständiges Fabrikat aus dem Eminent-Werk in Bodegraven, Niederlande. Research Solina AG war auch der Name einer Schweizer Firma, die in Kooperation mit Eminent produzierte. Der Name Solina war Markenzeichen der günstigeren Orgelbaureihen des Herstellers Eminent. Im Jahr 1972 wurde die Orgel Eminent 310 vorgestellt, die erstmals über diesen Klang verfügte. Das String Ensemble war im Grunde nur das Streicherregister dieser Orgel in Monoversion. Es wurde mit ARP-Aufklebern versehen, auch über die amerikanische Firma ARP vertrieben. 
Es gab ab 1974 verschiedene Serien des String Ensemble. Die letzte Serie, erkennbar an LEDs in den Schaltern und einem Stereo-Ausgang, stammt aus der ersten Hälfte der 1980er Jahre. Sie weist einen nahezu komplett veränderten, stark miniaturisierten Schaltungsaufbau und einen im direkten Vergleich deutlich mittigeren Klang auf. Fehlender Stahlrahmen im Innern und die erheblich leichter konstruierte Tastatur sorgen hier für ein vergleichsweise geringes Gewicht.
In der zweiten Hälfte der 1970er Jahre verdrängten polyphone Synthesizer von Oberheim und Sequential Circuits – etwa der Prophet 5 – das Solina String Ensemble allmählich. Einzelne Solina-Konkurrenten wurden bis in die Ära der digitalen Synthesizer hinein produziert, darunter der Moog Opus3 bis 1983. Der Sound war so prägend und charakteristisch, dass selbst die ersten Generationen der digitalen Synthesizer häufig über Presets mit einem Solina-Sound verfügten, wie beim Yamaha DX7. Auch spätere Synthesizer haben ein „Solina-Preset“. Einige samplebasierte Synthesizer enthalten Samples des Solina, darunter der Yamaha Motif, Korg Triton und Alesis Fusion. Das Solina String Ensemble ist auch in der Liste der Samples im GForce String Machine enthalten, in diesem Fall wurde jede einzelne Taste des Originalinstrumentes gesampelt. 
Samplebasierte Reproduktionen sind zum Spiel von Einzeltönen geeignet, verwischen aber den raspelnden Klang beim Spielen von Akkorden prinzipbedingt, da die entscheidenden Klangmerkmale hier (synchrone Modulation aller Töne) nur durch die phasenstarre Kopplung der Einzeltöne durch das Frequenzteilerprinzip und den gemeinsamen Durchlauf aller Töne durch die Modulationseinheit erreichbar sind. Digitale Nachbildungen einer Frequenzteilerschaltung wie beispielsweise im VST-Plugin Cromina stellen neuere Versuche dar, dem Originalklang nahezukommen.

## Benutzer
- Don Airey u. a. bei Colosseum II
- George Duke
- Jean Michel Jarre (nutzte das String Ensemble der Eminent 310 unique in Verbindung mit einem modifizierten Small Stone Phaser von Electro-Harmonix, um den bekannten schwebenden Klang u. a. seines Albums Oxygene zu erzeugen)
- Jean Ven Robert Hal
- Jon Lord (Deep Purple)
- Mike Oldfield u. a. auf dem Album Ommadawn
- Lutz Rahn (Novalis) auf mehreren Alben
- Ann und Nancy Wilson (Heart)
- Bernie Worrell kreierte damit den typischen P-Funk-Streicherklang auf zahlreichen Alben von Parliament/Funkadelic
- Richard Wright (Pink Floyd) auf mehreren Alben (prominent beim Stück Shine On You Crazy Diamond auf Wish You Were Here)
- OB_LLIE/Willie Obst
- Rick van der Linden (Ekseption/Trace)
- Wolly Wolstenholme (Barclay James Harvest)